# Marcos Rojo
Marcos Rojo, właśc. Faustino Marcos Alberto Rojo (ur. 20 marca 1990 w La Placie) – argentyński piłkarz występujący na pozycji środkowego lub lewego obrońcy. Zawodnik klubu Boca Juniors. Srebrny medalista Mistrzostw Świata 2014 i Copa América: 2015, 2016. Uczestnik Copa América 2011 i Mistrzostw Świata 2018. W latach 2011–2019 reprezentant Argentyny.

## Kariera klubowa
Rojo zawodową karierę rozpoczynał w 2008 roku w zespole Estudiantes La Plata z Primera División. W tych rozgrywkach zadebiutował 7 grudnia 2008 roku w wygranym 1:0 pojedynku z Colónem. 5 lipca 2009 roku w wygranym 2:1 spotkaniu z River Plate strzelił pierwszego gola w Primera División. W 2009 roku zdobył z zespołem Copa Libertadores, a w 2010 roku mistrzostwo fazy Apertura. W Estudiantes spędził 3 lata.
Na początku 2011 roku Rojo podpisał kontrakt z rosyjskim Spartakiem Moskwa. W Priemjer-Lidze zadebiutował 21 marca 2011 roku w wygranym 1:0 meczu z Wołgą Niżny Nowogród.
W latach 2012–2014 był zawodnikiem Sportingu CP. 19 sierpnia 2014 roku Marcos Rojo został sprzedany do Manchesteru United za kwotę ok. 20 milionów euro i w ramach rozliczenia za transfer Argentyńczyka do Sportingu na roczne wypożyczenie dołączył Nani. W Premier League zadebiutował 14 września 2014 roku w meczu przeciwko QPR, rozgrywając całe 90 minut spotkania. Swoją pierwszą bramkę dla Manchesteru United strzelił 3 lutego 2015 roku w wygranym 3:0 meczu IV Rundy Pucharu Anglii przeciwko Cambridge United.
30 stycznia 2020 roku udał się na półroczne wypożyczenie do Estudiantes La Plata.
2 lutego 2021 roku podpisał kontrakt z Boca Juniors.

## Kariera reprezentacyjna
W reprezentacji Argentyny Rojo zadebiutował 9 lutego 2011 roku w wygranym 2:1 towarzyskim meczu z Portugalią.

## Statystyki kariery
(aktualne na 2 lutego 2021)
| Klub                        | Sezon              | Liga               | Liga  | Liga   | Puchar kraju | Puchar kraju | Puchar ligi | Puchar ligi | Puchary kontynentu | Puchary kontynentu | Inne  | Inne   | Suma  | Suma   |
| Klub                        | Sezon              | Liga               | Mecze | Bramki | Mecze        | Bramki       | Mecze       | Bramki      | Mecze              | Bramki             | Mecze | Bramki | Mecze | Bramki |
| --------------------------- | ------------------ | ------------------ | ----- | ------ | ------------ | ------------ | ----------- | ----------- | ------------------ | ------------------ | ----- | ------ | ----- | ------ |
| Estudiantes La Plata        | 2008/09            | Primera División   | 6     | 1      | 0            | 0            | –           | –           | 1                  | 0                  | –     | –      | 7     | 1      |
| Estudiantes La Plata        | 2009/10            | Primera División   | 18    | 0      | 0            | 0            | –           | –           | 6                  | 0                  | 1     | 0      | 25    | 0      |
| Estudiantes La Plata        | 2010/11            | Primera División   | 19    | 2      | 0            | 0            | –           | –           | 0                  | 0                  | 2     | 1      | 21    | 3      |
| Spartak Moskwa              | 2010/11            | Priemjer-Liga      | 0     | 0      | 2            | 1            | –           | –           | 5                  | 0                  | 0     | 0      | 7     | 1      |
| Spartak Moskwa              | 2011/12            | Priemjer-Liga      | 8     | 0      | 1            | 0            | –           | –           | 1                  | 0                  | 0     | 0      | 10    | 0      |
| Sporting CP                 | 2012/13            | Primeira Liga      | 24    | 1      | 0            | 0            | 2           | 0           | 7                  | 0                  | –     | –      | 33    | 1      |
| Sporting CP                 | 2013/14            | Primeira Liga      | 25    | 4      | 1            | 0            | 2           | 1           | –                  | –                  | –     | –      | 28    | 5      |
| Manchester United           | 2014/15            | Premier League     | 22    | 0      | 4            | 1            | 0           | 0           | –                  | –                  | –     | –      | 26    | 1      |
| Manchester United           | 2015/16            | Premier League     | 16    | 0      | 4            | 0            | 1           | 0           | 7                  | 0                  | –     | –      | 28    | 0      |
| Manchester United           | 2016/17            | Premier League     | 21    | 1      | 4            | 0            | 5           | 0           | 10                 | 0                  | 1     | 0      | 41    | 1      |
| Manchester United           | 2017/18            | Premier League     | 9     | 0      | 1            | 0            | 1           | 0           | 1                  | 0                  | 0     | 0      | 12    | 0      |
| Manchester United           | 2018/19            | Premier League     | 5     | 0      | 0            | 0            | 0           | 0           | 1                  | 0                  | –     | –      | 6     | 0      |
| Manchester United           | 2019/20            | Premier League     | 3     | 0      | 0            | 0            | 2           | 0           | 4                  | 0                  | –     | –      | 9     | 0      |
| Estudiantes La Plata (wyp.) | 2019/20            | Primera División   | 1     | 0      | 0            | 0            | –           | –           | 0                  | 0                  | –     | –      | 1     | 0      |
| Manchester United           | 2020/21            | Premier League     | 0     | 0      | 0            | 0            | 0           | 0           | 0                  | 0                  | –     | –      | 0     | 0      |
| Boca Juniors                | 2020/21            | Primera División   | 0     | 0      | 0            | 0            | –           | –           | 0                  | 0                  | –     | –      | 0     | 0      |
| Ogólnie w karierze          | Ogólnie w karierze | Ogólnie w karierze | 177   | 9      | 17           | 2            | 13          | 1           | 43                 | 0                  | 4     | 1      | 254   | 13     |

## Sukcesy
Estudiantes La Plata
- Copa Libertadores (1): 2009
- Primera División (1): 2010/2011

Manchester United
- Puchar Anglii (1): 2015/2016
- Tarcza Wspólnoty (1): 2016
- Puchar Ligi (1): 2016/2017
- Liga Europy (1): 2016/2017

### Reprezentacja
- Mistrzostwa Świata 2014:  Srebrny
- Copa America 2015: Srebrny

### Indywidualne
- Mistrzostwa Świata 2014: Drużyna turnieju